# Euphyia oxygona
Euphyia oxygona är en fjärilsart som beskrevs av Edward Meyrick 1891. Euphyia oxygona ingår i släktet Euphyia och familjen mätare. Inga underarter finns listade i Catalogue of Life.